# Ковтунов, Геннадий Иванович
Геннадий Иванович Ковтунов (род. 10 ноября 1956, Жданов, Сталинская область) — советский легкоатлет, специалист по тройному прыжку. Выступал за сборную СССР по лёгкой атлетике в 1975—1981 годах, обладатель бронзовой медали чемпионата Европы в помещении, серебряный призёр чемпионата Европы среди юниоров. Мастер спорта СССР международного класса. Тренер по лёгкой атлетике.

## Биография
Геннадий Ковтунов родился 10 ноября 1956 года в городе Жданове Сталинской области Украинской ССР.
Занимался лёгкой атлетикой в Жданове, выступал за добровольное спортивное общество «Авангард». Был подопечным тренера Павла Павловича Курбатова. Окончил Львовский государственный институт физической культуры (1978).
Впервые заявил о себе в тройном прыжке на международном уровне в сезоне 1975 года, когда вошёл в состав советской сборной и выступил на юниорском европейском первенстве в Афинах, где с результатом 16,06 стал серебряным призёром.
В 1977 году принял участие в матчевой встрече со сборной США в Сочи (16,76).
В 1978 году занял 11-е место на чемпионате Европы в помещении в Милане (15,76).
В 1980 году на чемпионате Европы в помещении в Зиндельфингене показал результат 16,45 и завоевал бронзовую награду, уступив только венгру Беле Бакоши и соотечественнику Яаку Уудмяэ. Помимо этого, стал шестым на Мемориале братьев Знаменских в Москве (16,52).
Завершил спортивную карьеру по окончании сезона 1981 года.
За выдающиеся спортивные достижения удостоен почётного звания «Мастер спорта СССР международного класса» (1979).
В 1984—1990 годах работал тренером в клубе «Азовсталь» в Мариуполе.